# Parigi-Bourges 2003
La Parigi-Bourges 2003, cinquantatreesima edizione della corsa e valevole come prova del circuito UCI categoria 1.2, si svolse il 2 ottobre 2003 su un percorso di 192 km. Fu vinta dal tedesco Jens Voigt che giunse al traguardo con il tempo di 4h24'33", alla media di 43,546 km/h.
Al traguardo 65 ciclisti portarono a termine il percorso.

## Ordine d'arrivo (Top 10)
| Pos. | Corridore        | Squadra         | Tempo    |
| ---- | ---------------- | --------------- | -------- |
| 1    | Jens Voigt       | Crédit Agricole | 4h24'33" |
| 2    | Florent Brard    | Marlux          | s.t.     |
| 3    | Nicolas Fritsch  | Fdjeux.com      | s.t.     |
| 4    | Geert Verheyen   | Marlux          | a 46"    |
| 5    | Sylvain Chavanel | La Boulangère   | s.t.     |
| 6    | Janek Tombak     | Cofidis         | a 47"    |
| 7    | Baden Cooke      | Fdjeux.com      | s.t.     |
| 8    | Roger Hammond    | Palmans         | s.t.     |
| 9    | Stéphane Bergès  | AG2R Prév.      | s.t.     |
| 10   | Andrej Mizurov   | MBK-Oktos       | a 50"    |